# Henry Rios
Pour les articles homonymes, voir Rios.
Henry Rios est un avocat mexico-américain gay de fiction, héros des romans policiers de Michael Nava.

## Biographie
Il travaille d'abord à la prison de San Francisco comme avocat commis d'office pour aider les accusés les plus démunis, puis il se met à son compte. Mais il continue de prendre à cœur les affaires de clients pauvres. Il est aussi très proche de la communauté latino-américaine. 
Homosexuel, il a fait son coming out même s'il est à cause de cela en butte à l'homophobie de certains collègues et policiers. Il prend la défense d'homosexuels accusés de meurtre. Il tombe amoureux d'un accusé, Hugh Paris, mais celui-ci est assassiné peu après. Il a 36 ans quand il rencontre Josh Mandel, qui est séropositif et avec qui il vit à Los Angeles sept années, avant que Josh le quitte pour un autre homme.
Ancien alcoolique, il s'en est sorti grâce aux Alcooliques anonymes. Il a engagé une secrétaire, Emma, et un détective privé, Freeman Vidor, tous deux afro-américains.

## SérieHenry Rios
- The Little Death (Boston, Alyson Books, 1986), réédité d'une version modifiée sous le titre Lay Your Sleeping Head (San Francisco, Korima Press, 2016) La Mort à Frisco, traduit par Pascal Loubet, Paris, Éditions du Masque, 2002  (ISBN 2-7024-8064-0) ; réédition,  ; réédition, Paris, Éditions du Masque, coll. « Le Masque » no 2488, 2004  (ISBN 978-2-7024-3150-4)
- Goldenboy (Boston, Alyson Books, 1988) Un garçon en or, traduit par Pascal Loubet, Paris, Éditions du Masque, 2002  (ISBN 2-7024-8063-2) ; réédition, Paris, Éditions du Masque, coll. « Le Masque » no 2493, 2005  (ISBN 978-2-7024-3156-6)
- Howtown (Boston, Alyson Books, 1990) L'Enfance du crime, traduit par Pascal Loubet, Paris, Éditions du Masque, 2003  (ISBN 2-7024-3373-1) ; réédition, Paris, Éditions du Masque, coll. « Le Masque » no 2502, 2006  (ISBN 978-2-7024-3373-7)
- The Hidden Law (Boston, Alyson Books, 1992) La Loi cachée, traduit par Pascal Loubet, Paris, Éditions du Masque, 2004  (ISBN 2-7024-3219-0) ; réédition, Paris, Éditions du Masque, coll. « Le Masque » no 2509, 2007  (ISBN 978-2-7024-3328-7)
- The Death of Friends (Boston, Alyson Books, 1996) Adieu aux amis chers, traduit par Pascal Loubet, Paris, Éditions du Masque, 2005  (ISBN 2-7024-3218-2) ; réédition, Paris, Éditions du Masque, coll. « Le Masque » no 2515, 2008  (ISBN 978-2-7024-3419-2)
- The Burning Plain (Boston, Alyson Books, 1997) Sous une pluie de flammes, traduit par Pascal Loubet, Paris, Éditions du Masque, 2006  (ISBN 2-7024-3258-1) ; réédition, Paris, Éditions du Masque, coll. « Le Masque » no 2525, 2010  (ISBN 978-2-7024-3482-6)
- Rag and Bone (Boston, Alyson Books, 2001) Les Défroques du cœur, traduit par Maryvonne Ssossé, Paris, Éditions du Masque, 2008  (ISBN 978-2-7024-3257-0) ; réédition, Paris, Éditions du Masque, coll. « Le Masque » no 2529, 2010  (ISBN 978-2-7024-3498-7)
- Carved in Bone (2019)